# Хуан Сюй
Хуан Сюй (кит. упр. 黄旭, род. 4 февраля 1979 года) — китайский гимнаст. Двукратный олимпийский чемпион в командном первенстве по спортивной гимнастике в 2000 и 2008 годах, многократный чемпион мира и серебряный призёр на брусьях. Специалист на коне и параллельных брусьях, также у него была сильная программа на кольцах.
Хуан начал заниматься спортивной гимнастикой в возрасте пяти лет и входил в сборную китайской провинции Цзянсу. Его страсть к спорту возникла внезапно, после того, как он (будучи маленьким мальчиком) стал свидетелем одного из гимнастических выступлений. В 14 лет он был отобран в национальную сборную Китая по спортивной гимнастике.
Женат на Фань Вэнь.

## Спортивная карьера
Первым международным соревнованием для Хуана стали Азиатские игры в Бангкоке в 1998 году, где он выиграл золото в командном первенстве и в многоборье.
Хуан представлял Китай на летних Олимпийских играх в Сиднее в 2000 году, где в составе команды выиграл командное первенство. Также он принял участие в финале соревнований на параллельных брусьях, заняв седьмое место с оценкой 9.650.
На Олимпийских играх в Афинах Хуан внёс большой вклад в соревнованиях за медаль в командном первенстве с оценками: 9.675 на коне, 9.712 на кольцах и 9.687 на вольных упражнениях. Однако несколько серьёзных ошибок и падений его товарищей по команде не позволили сборной попасть в тройку лучших на этих соревнованиях. Также он участвовал в финале соревнований на коне, где занял четвёртое место с оценкой 9.775.
Хуан был самым старым членом команды по спортивной гимнастике на летней Олимпиаде в Пекине.  В составе команды он выиграл золото в командном первенстве. Также Хуан занял шестое место в финале соревнований на параллельных брусьях. Так как Олимпиада проходила в родной стране Хуана, на всех членов национальной сборной оказывалось большое давление со стороны руководства Федерации спортивной гимнастики Китая. После соревнований Хуан сказал: «Было много ожиданий от нас. Я так облегчён, что мы выиграли золото и реализовали мечту Китая».
На Чемпионате мира по спортивной гимнастике в 2003 году выиграл серебро на параллельных брусьях и четырежды в составе сборной выигрывал командное первенство (1997, 1999, 2003, 2007).